# Heli (film)
Heli – meksykańsko-francusko-holendersko-niemiecka dramat filmowy z 2013 roku w reżyserii Amata Escalante. Zdjęcia kręcono w meksykańskim stanie Guanajuato.
Obraz był oficjalnym meksykańskim kandydatem do Oscara dla najlepszego filmu nieanglojęzycznego, ale ostatecznie nie uzyskał nominacji.

## Obsada
- Armando Espitia(inne języki) jako Heli
- Andrea Vergara(inne języki) jako Estela
- Linda González jako Sabrina
- Juan Eduardo Palacios(inne języki) jako Alberto
- Kenny Johnston(inne języki) jako amerykański dowódca wojskowy

i inni.